# لوكاس ساشا
لوكاس ساشا (1 مارس 1990 بساو باولو في البرازيل - ) هو لاعب كرة قدم برازيلي في مركز الوسط. لعب مع سسكا صوفيا ونادي كاتانزارو ونادي لودوغورتس رازغراد ونادي هبوعيل تل أبيب ونادي غريميو بارويري ولودوغورتس رازغاردز II ‏ ونادي ساو خوسيه.

## وصلات خارجية
- لوكاس ساشا على موقع قاعدة بيانات كرة القدم.إي يو (الإنجليزية)
- لوكاس ساشا على موقع Soccerway.com (الإنجليزية)
- لوكاس ساشا على موقع AS.com (الإسبانية)